# 4728 Ляпідевський
4728 Ляпідевський (4728 Lyapidevskij) — астероїд головного поясу, відкритий 11 листопада 1979 року.
Тіссеранів параметр щодо Юпітера — 3,571.